# Abdelkerim Souleyman Terio
 (mars 2025).
La mise en forme du texte ne suit pas les recommandations de Wikipédia : il faut le « wikifier ».
Les points d'amélioration suivants sont les cas les plus fréquents. Le détail des points à revoir est peut-être précisé sur la page de discussion.
- Les titres sont pré-formatés par le logiciel. Ils ne sont ni en capitales, ni en gras.
- Le texte ne doit pas être écrit en capitales (les noms de famille non plus), ni en gras, ni en italique, ni en « petit »…
- Le gras n'est utilisé que pour surligner le titre de l'article dans l'introduction, une seule fois.
- L'italique est rarement utilisé : mots en langue étrangère, titres d'œuvres, noms de bateaux, etc.
- Les citations ne sont pas en italique mais en corps de texte normal. Elles sont entourées par des guillemets français : « et ».
- Les listes à puces sont à éviter, des paragraphes rédigés étant largement préférés. Les tableaux sont à réserver à la présentation de données structurées (résultats, etc.).
- Les appels de note de bas de page (petits chiffres en exposant, introduits par l'outil «  Source ») sont à placer entre la fin de phrase et le point final[comme ça].
- Les liens internes (vers d'autres articles de Wikipédia) sont à choisir avec parcimonie. Créez des liens vers des articles approfondissant le sujet. Les termes génériques sans rapport avec le sujet sont à éviter, ainsi que les répétitions de liens vers un même terme.
- Les liens externes sont à placer uniquement dans une section « Liens externes », à la fin de l'article. Ces liens sont à choisir avec parcimonie suivant les règles définies. Si un lien sert de source à l'article, son insertion dans le texte est à faire par les notes de bas de page.
- La présentation des références doit suivre les conventions bibliographiques. Il est recommandé d'utiliser les modèles {{Ouvrage}}, {{Chapitre}}, {{Article}}, {{Lien web}} et/ou {{Bibliographie}}. Le mode d'édition visuel peut mettre en forme automatiquement les références.
- Insérer une infobox (cadre d'informations à droite) n'est pas obligatoire pour parachever la mise en page.

Pour une aide détaillée, merci de consulter Aide:Wikification.
Si vous pensez que ces points ont été résolus, vous pouvez retirer ce bandeau et améliorer la mise en forme d'un autre article.
 (mars 2025).
Si vous disposez d'ouvrages ou d'articles de référence ou si vous connaissez des sites web de qualité traitant du thème abordé ici, merci de compléter l'article en donnant les références utiles à sa vérifiabilité et en les liant à la section « Notes et références ».
 (mars 2025).
Motif : Sources bien maigres et éditions confidentielles ou en autoédition
- Archive Wikiwix
- Bing
- Cairn
- DuckDuckGo
- E. Universalis
- Gallica
- Google
- G. Books
- G. News
- G. Scholar
- Persée
- Qwant
- (zh) Baidu
- (ru) Yandex
- (wd) trouver des œuvres sur Wikidata

| 1. | Préciser le motif de la pose du bandeau. | Précisez le motif de la pose du bandeau en utilisant la syntaxe suivante : {{admissibilité à vérifier\|date=juin 2025\|motif=remplacez ce texte par le motif}}                                  |
| 2. | Informer les utilisateurs concernés.     | Pensez à avertir le créateur de l'article, par exemple, en insérant le code ci-dessous sur sa page de discussion : {{subst:avertissement admissibilité à vérifier\|Abdelkerim Souleyman Terio}} |

Abdelkerim Souleyman Terio, né le 30 décembre 1978 à Abéché, est un historien, essayiste, et romancier tchadien.

## Biographie
Abdelkerim Souleyman Terio, nait le 30 décembre 1978 à Abéché. Il est diplômé en gouvernance des entreprises à l'Eklore-ed Scholl of management de Pau en France. Il est l’auteur de plusieurs ouvragesdont Origine et évolution des Zakhawa - Du royaume du Kanem aux Etats modernes ( VIII-XXI siècle) paru en 2014 aux Editions Edilivre, La désobéissance utile paru en 2009 aux Editions Sao, Un destin atypique paru en 2011 aux Editions Sao et Idriss Deby Itno : Trois décennies de guerre et d'espoir paru en 2021 aux Editions IFRIKYA.

## Publications
- Origine et évolution des Zaghawa – Du royaume du Kanem aux États modernes (VIIIe – XXIe siècle) (2014), Éditions Edilivre, 160 pages[5].
- La désobéissance utile (récit, 2009), Éditions Sao, 75 pages.
- Un destin atypique (roman, 2011), Éditions Sao, 120 pages.
- Idriss Deby Itno : Trois décennies de guerre et d’espoir[5] (2021), Éditions IFRIKIYA, 216 pages.